# Numicia maenia
Numicia maenia är en insektsart som beskrevs av Ronald Gordon Fennah 1957. Numicia maenia ingår i släktet Numicia och familjen Tropiduchidae. Inga underarter finns listade i Catalogue of Life.